# بلوبرد بایو
بلوبرد بایو (انگلیسی: Bluebird bio) شرکت داروسازی آمریکایی است، که در سال ۱۹۹۲ تأسیس شد.